# Айнабулак (Таскалинський район)
Айнабула́к (каз. Айнабұлақ) — село у складі Таскалинського району Західноказахстанської області Казахстану. Входить до складу Мерейського сільського округу.
У радянські часи село називалось Родник або Родники.
Населення — 278 осіб (2021; 299 у 2009, 346 у 1999, 304 у 1989).